# Ammatour
Ammatour, arabiska عمّاطور, är en ort i Libanon. Den ligger i guvernementet Libanonberget, i den centrala delen av landet, 57 kilometer sydost om huvudstaden Beirut. Ammatour ligger på mellan 800 och 1 050 meter över havet och har ungefär 5 000 invånare.

## Etymologi
Namnet "Ammatour" härleds från uttrycket Ain Maa Tour, som betyder bergets källa. Ammatour är en av de byar i Libanon som har bäst tillgång till färskvattenkällor. Det ska enligt uppgift finnas fler än 365 källor och fontäner och dessutom en flod inom sin jurisdiktion.